# Conophorus hiltoni
Conophorus hiltoni är en tvåvingeart som beskrevs av Priddy 1958. Conophorus hiltoni ingår i släktet Conophorus och familjen svävflugor.
Artens utbredningsområde är Kalifornien. Inga underarter finns listade i Catalogue of Life.